# Tuzki
Tuzki (Chinesisch: 兔斯基; Koreanisch: 투즈키) ist eine beliebte illustrierte Hasenfigur, die am 6. September 2006 von Momo Wang geschaffen wurde, als sie an der Communication University of China studierte. Ihr Charakter wird in einer Vielzahl von Emoticons dargestellt und ist bei QQ- und MSN-Benutzern sehr beliebt. Heutzutage hat Tuzki seine Emoticon-Popularität auf verschiedene große Messaging-App-Plattformen ausgedehnt, darunter WeChat, KakaoTalk, Facebook und Zalo der VNG Corporation.
Tuzki wird derzeit von TurnOut Ventures geleitet, einem 2008 in Hongkong gegründeten Joint Venture zwischen Turner Broadcasting und Outblaze.
Laut einem Posting auf Tuzkis offizieller Facebook-Seite werden täglich weltweit über 20 Millionen Tuzki-Aufkleber verschickt.